# Рэндольф Картер
Рэндольф Картер (англ. Randolph Carter) — вымышленный персонаж американского писателя Говарда Филлипса Лавкрафта, который часто повторяется в его произведениях и, предположительно, Альтер эго самого Лавкрафта. Картер опытный сновидец и может свободно перемещаться по Миру Снов. Картер знакомит читателя с большей частью вымышленной Вселенной Лавкрафта. Он посетил Неведомый Кадат, а также был опытным оккультистом, мистиком, учёным и писателем-фантастом. Картер разделяет многие личные черты Лавкрафта: его антикварные вкусы и мягкий характер. он незнаменитый автор, чьи произведения редко замечают; он меланхоличная фигура, — тихий созерцательный мечтатель с чувствительным нравом, склонный к обморокам во время эмоционального стресса; Но он также может быть смелым, с достаточной силой духа и характера, чтобы противостоять ужасным существам и опасностям Страны снов, что описаны в «Цикле Снов». Персонаж впервые появляется в рассказе «Показания Рэндольфа Картера» (1919 год), который создан на основе одного из его снов. Американский журнал «The Vagrant» опубликовал этот рассказ в мае 1920 года.

## Биография
Рэндольф Картер — мистик, антиквар и бывший студент вымышленного Мискатоникского университета. Судя по намёкам из разных произведений, он, вероятно, родился около 1874 года в Аркхэме, штат Массачусетс, а позже переехал в окрестности Бостона. В рассказе «Серебряный ключ» описано детство Картера: В 9 лет с ним случился таинственный случай на ферме его двоюродного дедушки Кристофера, когда он обнаружил магическую пещеру и после этого у него проявился дар пророчества. Картер стал погружаться в странные сны, в которых он путешествовал по Стране снов. Фактически это стало его настоящей жизнью, так как реальность его интересовала гораздо меньше. Картер искал свою духовную нишу в реальной жизни, однако и в религии, и в оккультизме, он видит лишь ложь и пустоту. Лавкрафт упоминает Картера на протяжении всего своего творчества и немного меняет образ, придавая ему разные черты, и адаптируя под тему конкретного произведения. 
В рассказе «Показания Рэндольфа Картера» (1919) Картер попал на допрос полиции, когда пропал его друг Харли Уоррен. Они вместе изучали тайные знания в течение 7 лет. Однажды они вскрыли склеп на заброшенном кладбище, где были некие магические реликвии. Уоррен получил таинственную книгу, написанную на неизвестном языке, которая привела их на кладбище. Картер спустился в склеп, но некая сущность овладела им. После Уорен исчез. Идея для рассказа почти дословно взята из одного из ночных кошмаров Лавкрафта, с небольшими изменениями, а его имя не Говард, а Картер. 
Рассказ «Неименуемое» (1923) начинается с того, что Картер беседует со своим другом Джоэлом Мэнтоном, директором средней школы в Новой Англии, и обсуждает сущность, которую нельзя увидеть. Мэнтон настроен скептически и высмеивает Картера. По мере того, как описание Картера становятся более подробными и подтверждаются фактами, — его легкомысленное неверие постепенно уступает место страху. Ночью на них нападает нечто, но они выживают. «Неименуемое» примечателен тем, что содержит обширные цитируемые диалоги между персонажами, которые Лавкрафт почти не использовал.
Есть вопрос, действительно ли главный герой «Неименуемое» Рэндольф Картер; либо его только зовут «Картер» и является автором странной фантастики. В этом рассказе описание Картера имеет заметные отличия — этот элемент жанра нарочно изменён Лавкрафтом под тон произведения. Косвенное упоминание об этом инциденте можно найти в рассказе «Серебряный ключ». 
Рассказ «Серебряный ключ» (1926), возможно, самое откровенно философское произведение Лавкрафта — в нём Картер вступает в зрелый возраст и теряет свой «ключ от врат снов». Он говорит, что жизнь есть не что иное, как набор мысленных образов, где нет принципиальной разницы между мечтами и реальностью и нет причин ценить одно выше другого. Картер возвращается в дом своего детства и находит серебряный ключ, который позволяет ему войти в пещеру и волшебным образом снова появиться в 1883 году ребёнком, в мире полного чудес, мечтаний и счастья. Он остаётся в этом состоянии до 1928 года, когда он бесследно исчезнет, найдя способ выйти за пределы пространства и времени и путешествовать в космосе.
В этом рассказе впервые говорится о предках Рэндольфа — сэр Рэндольф Картер, изучавший магию во времена правления английской королевы Елизаветы I. Затем сэр Рэндольф эмигрировал в Америку, а его сын Эдмунд Картер позже бежал от суда над ведьмами в Салеме. У Картера также был предок, участвовавший в одном из крестовых походов, который был захвачен мусульманами и узнал от них «первобытные тайны».
Картер служил во французском Иностранном легионе во время Первой мировой войны и был тяжело ранен в бою под Беллуа-ан-Сантер в 1916 году, предположительно, во время битвы на Сомме. Поэт Алан Сигер погиб там в Иностранном легионе в первый день Соммы, и Лавкрафт вполне мог иметь в виду Сигера. Лавкрафт написал стихотворение в память о Сигере в 1918 году. После войны Картер пишет несколько романов, некоторые из которых, впрочем, были сожжены им самим.
Повесть «Сомнамбулический поиск неведомого Кадата» (1926) описывает многочисленные странствия Картера по Стране снов, который в течение долгих лет искал Предзакатный город из своих детских воспоминаний. Картер обладает значительными познаниями в политике и географии Мира грёз, и заручается там помощью союзников. Картер побывал на Луне и в Подземном мир, а после многих лет проснулся в своей квартире в Бостоне, и лишь с мимолётным впечатлением вспоминает о Мире грёз, который он оставил позади, хотя, теперь он знает, что на самом деле Предзакатный город представляет собой его мечты о детском возрасте.
Рассказ «Врата серебряного ключа» (1932) описывает приключения Картера в космосе, где он встречает разные версии себя самого. В какой то момент с ним происходят преображения и он становится предком других существ, которые произошли по его образу и подобию. Разум Картера оказывается запертым в теле инопланетянина, вместе с его собственным. Расследование дела об исчезновении Картера происходит четыре года спустя, в 1932 году.
В рассказе «Вне времени» (1935) Картер, всё ещё будучи запертым в теле инопланетянина, маскируется под человека и ищет в музее свиток, позволяющий путешествовать в космосе. В финале он перемещается во времени сквозь циферблат часов.

## Появляется в произведениях
- Показания Рэндольфа Картера (1919 г.)
- Неименуемое (рассказ) (1923 г.)
- Серебряный ключ (1926 г.)
- Сомнамбулический поиск Неведомого Кадата (1926—1927 г.)
- Врата серебряного ключа (1932—1933 г.)

Список представлен в «Энциклопедии Лавкрафта», в которой нет кратких упоминаний из романа «Случай Чарльза Декстера Варда» и рассказа «Вне времени». 
С.Т. Джоши использовал хронологию, которую Лавкрафт даёт в «Серебряном ключе», в которой события в «Заявление Рэндольфа Картера» происходили, когда Картеру было около 40 лет. Джоши говорит, что это также объясняет, почему в этом рассказе его назвали «комком нервов», поскольку это произошло после его службы в армии, когда он чуть не погиб и, возможно, у него всё ещё было посттравматическое стрессовое расстройство.

### Другие писатели
- Рэндольф Картер — выдающийся персонаж романа «Лавкрафтиан: Круг кораблестроителей» Стивена Филипа Джонса. Сериал о Лавкрафте переосмысливает идеи Лавкрафта в одну современную эпопею о единой вселенной.
- В книге Томаса Лаппера «Неопределённость» Рэндольф Картер появляется как главный герой, следующий через «Врата серебряного ключа».
- Рэндольф Картер появляется в «Часах снов», одном из многих романов Брайана Ламли, последователя «Мифов Ктулху».
- В «Рассказ о кошках Лавкрафта» Дэвида Хейдена предок Картера сэр Рэндольф Картер является главным героем «Остерегайтесь кота». За этой историей следует связанный рассказ «Как пришёл Гриммалкин», который также является продолжением «Врата Серебряного ключа» Лавкрафта.
- Рассказ Джина Вулфа «Игра в голове Папы» рассказывает о человеке по имени Рэндольф Картер, хотя в его предисловии к книге, в которой опубликован рассказ, говорится, что речь идёт о Джеке Потрошителе.
- Рэндольф Картер — главный герой двух рассказов, включённых в сборник «Los Espectros Conjurados» испанского писателя Альберто Лопеса Арока: «El ojo que repta» («Ползучий глаз») и «Рэндольф Картер и эль Троно де Опало». «Рэндольф Картер и опаловый трон»), в котором фигурирует ещё один персонаж Говарда Лавкрафта, Ричард Аптон Пикман. Картер также появляется в эпизодической роли в «Los Sabios en Salamanca» («Мудрецы в Саламанке»), коротком романе того же автора, включённом в тот же том, с профессором Челленджером и Авраамом Ван Хельсингом в главных ролях. Картер также появляется (вместе с Ричардом Аптоном Пикманом и многими другими персонажами Лавкрафта) в романе Necronomicón Z (Dolmen, 2012), действие которого происходит в Аркхеме и Стране снов[4].
- Рэндольф Картер появляется в эпизоде комикса «Лига выдающихся джентльменов», где он встречается со своим предком — Джоном Картером, персонажем книг Эдгара Берроуза.
- Рэндольф Картер появляется в «Аллане и разорванной завесе», сериализованной резервной копии прозы в первых шести выпусках комикса Алана Мура «Лига выдающихся джентльменов», а также в «Альманахе нового путешественника». В нём он указан как преподаватель Мискатонического университета, а также как родственник Джона Картера Эдгара Райса Берроуза.
- Рэндольф Картер появляется в «Коза Носферату» Э. Дж. Приз, как старый друг Элиота Несса, который вовлекает Несса в приключение, которое в конечном итоге запутывает Несса, Капоне и нежить. Роман ссылается на события в «Заявлении Рэндольфа Картера», а также включает Харли Уоррена (из этой истории Лавкрафта) в качестве персонажа, а также ссылки на аспекты мифов Лавкрафта[5].
- Рэндольф Картер появляется в романе Питера Роулика «Странная компания» в образе Свами Чандрапутры. Роман является продолжением романа сиквела «Реаниматоры», который сам по себе является дополнением и переосмыслением рассказов Лавкрафта о Герберте Уэсте-Реаниматоре. Рэндольф Картер — король в сказочном королевстве Илек-Вад и герой романа Кия Джонсон «В поисках мечты Веллитта Бо».
- Рэндольф Картер — главный герой романа Кая Байлсби «Хроники Рэндольфа Картера».
- Рэндольф Картер упоминается в сленговой клятве «Крест Картера» в цикле ковки колоколов К. М. Александра.

### Кинофильмы
- Неименуемое
- Невыразимый ужас 2 (1993)
- Вне разума (1998)

## В реальной жизни
Персонаж Лавкрафта, возможно, был основан на реальном Рэндольфе Картере, который был учёным в Колледже Христа в Кембриджском университете с 1892 по 1895 год. Картер сдал часть I Tripos по востоковедению (арабский язык) и часть II по египтологии. В Кембридже он был знаком с сэром Джеймсом Джорджем Фрейзером, автором «Золотой ветви». Местонахождение Картера после Кембриджа неизвестно, но, как и его вымышленный тёзка, он, возможно, он попал во Французский Иностранный легион, следующий по пустыни, для исследования Северной Африки. В записях колледжа не указано, был ли Картер гражданином США или Великобритании.